# Krull (jogo eletrônico)
Krull é um jogo eletrônico baseado em filme de mesmo nome lançado pela Atari em 1983. Foi provavelmente o jogo ”adventure” mais completo já lançado para o vídeo game Atari 2600 nos quesitos roteiro, gráficos e som até então. O objetivo de Krull era resgatar a princesa das garras de um grande monstro. Para tanto,o jogador deveria passar por uma longa jornada através de diferentes cenários e inimigos, para conseguir colher a “estrela mortal”, única arma capaz de destruir o monstro. Além disso, o jogador precisaria estar atento para encontrar o local onde o grande castelo – onde o monstro vivia e guardava a princesa – emergeria. Isso apenas acontecia ao amanhecer, em determinado local do jogo.